# Plectreurys castanea
Espèce
Plectreurys castanea est une espèce d'araignées aranéomorphes de la famille des Plectreuridae.

## Distribution
Cette espèce est endémique du centre de la Californie aux États-Unis,.

## Description
Le mâle décrit par Gertsch en 1958 mesure 7,6 mm et la femelle 7,6 mm.

## Publication originale
- Simon, 1893 : Études arachnologiques. 25e Mémoire. XL. Descriptions d'espèces et de genres nouveaux de l'ordre des Araneae. Annales de la Société Entomologique de France, vol. 62, p. 299-330 (texte intégral).